# Jade-Vertrag

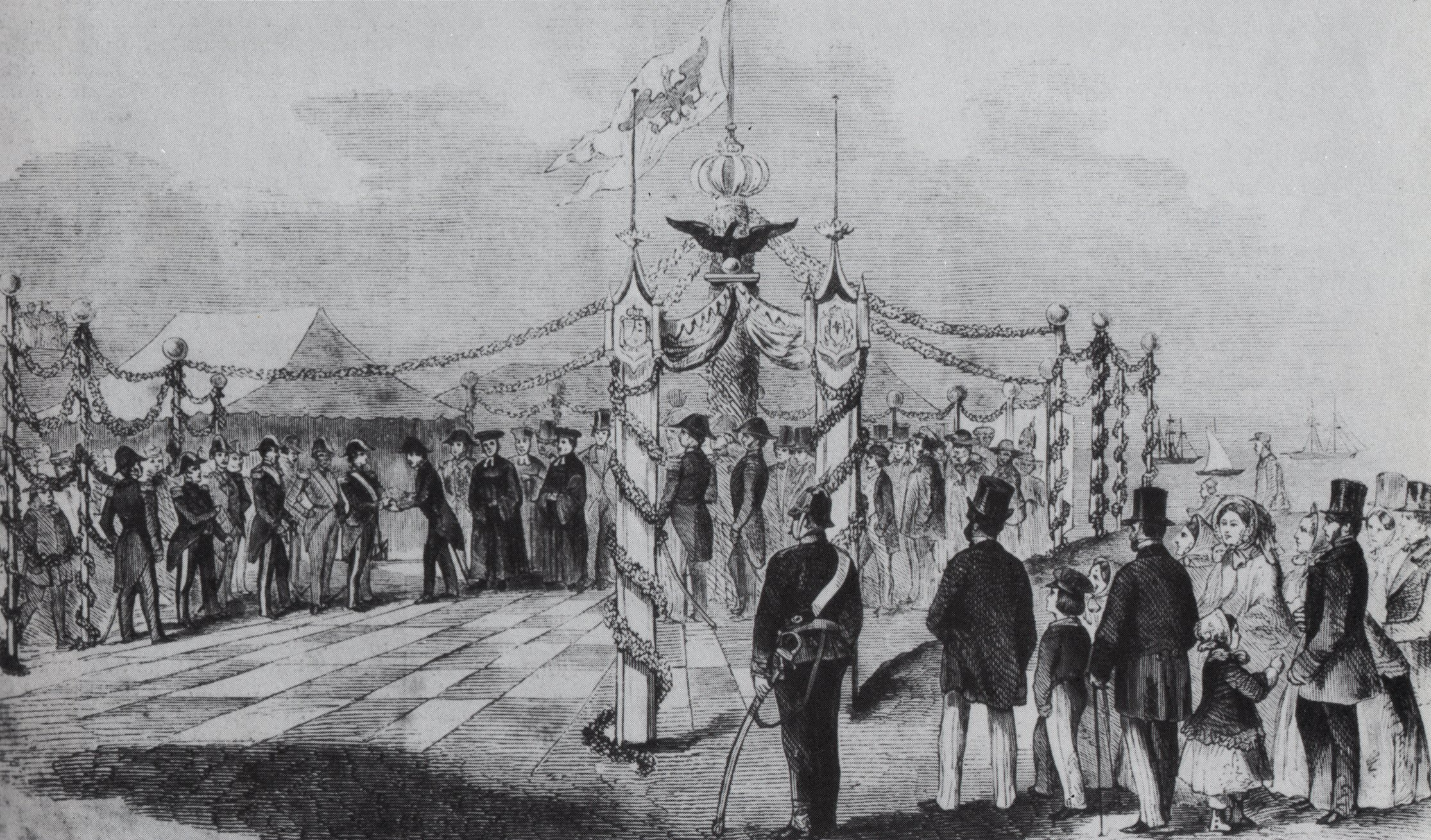
Feierliche Übernahme des Jadegebiets durch den Prinzen Adalbert von Preußen am 23. November 1854

Der Jade-Vertrag vom 20. Juli 1853 regelte die Übergabe eines zunächst 340 Hektar großen vormals oldenburgischen Gebietes an der Außenjade, dem einzigen natürlichen Tiefwasserhafen der deutschen Nordseeküste, an Preußen, das hier einen Kriegshafen anlegen wollte. Preußen zahlte Oldenburg als Kompensation dafür eine halbe Million Taler in drei Tranchen. Auf der Fläche richtete Preußen eine Marinebasis ein, die spätere Kaiserliche Werft Wilhelmshaven und Keimzelle des heutigen Wilhelmshaven. 

## Hintergrund

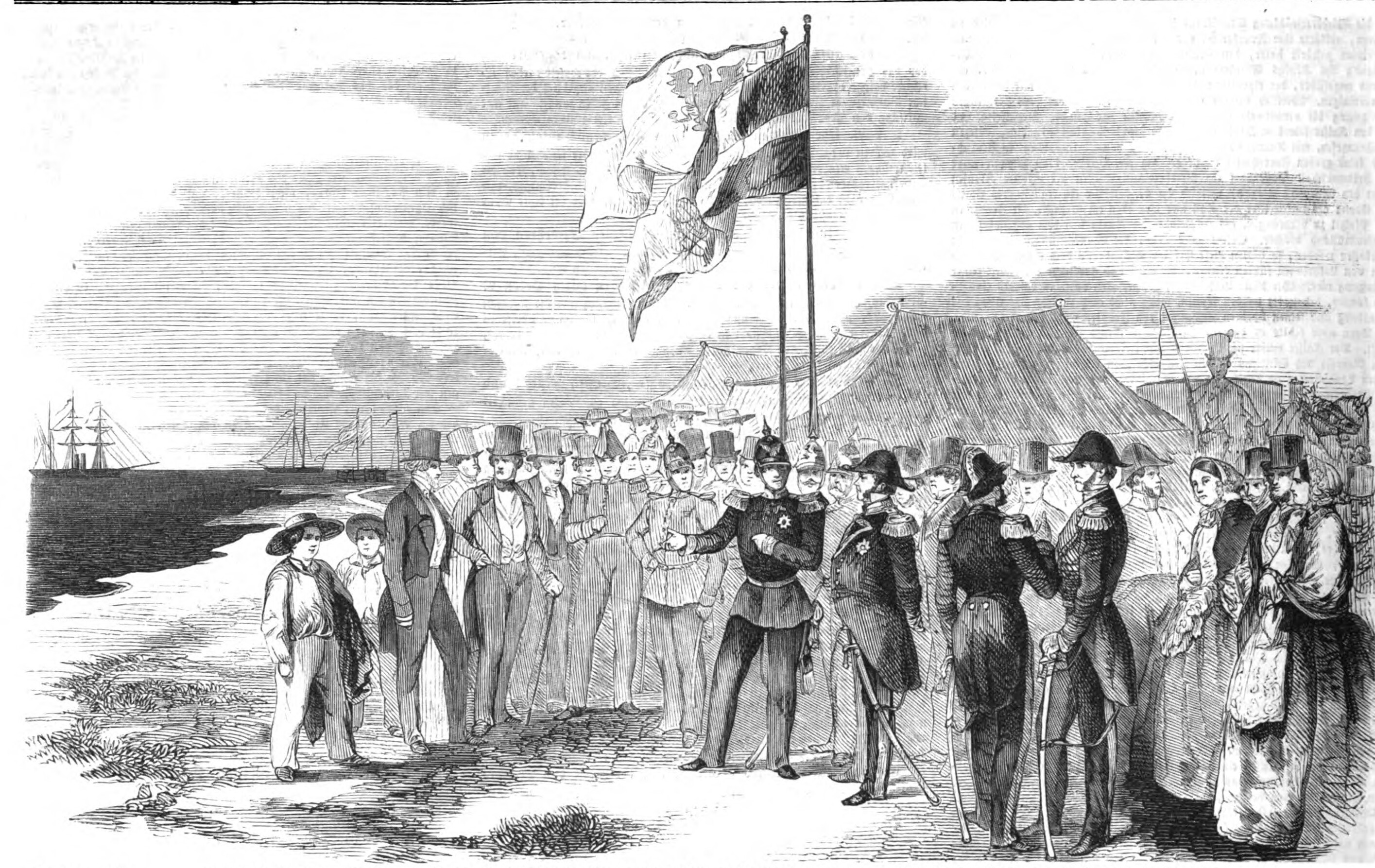
Prinz Adalbert von Preußen mit Großherzog Peter II. von Oldenburg am 11. August 1854 bei Heppens

Preußen hatte insbesondere durch die Bemühungen des Prinzen Adalbert von Preußen seit etwa 1852 begonnen, seine Flotte auszubauen. Dafür wurde nun ein Stützpunkt an der Nordsee gesucht, zu der das Land seit dem Wiener Kongress keinen Zugang mehr hatte. Das Gebiet bei Heppens und Fährhuck am Jadebusen bot sich dafür an, gab es hier doch „tiefes Wasser, einen guten Ankergrund und keinen Eisgang im Winter“. Oldenburg begegnete dem preußischen Ansinnen mit Wohlwollen und sah in Preußen einen mächtigen Verbündeten. Zudem wurden zur Beendigung des Bentinckschen Erbfolgestreits finanzielle Mittel benötigt. Verhandlungsführer war auf preußischer Seite der Geheime Admiralitätsrat Samuel Gottfried Kerst und auf oldenburgischer Seite der Geheime Hofrat Theodor Erdmann. Die preußischen Zahlungen nutzte Erdmann 1854 für einen Vergleich mit den umstrittenen Erben der Herrschaft Kniphausen und Varels, die damit auf ihre Rechte verzichteten und die Herrschaften in großherzoglichen Besitz gaben. Damit war der 180-jährige Bentincksche Erbfolgestreit zwischen den Oldenburgern und der Familie Bentinck um diese Herrschaften beigelegt.
Am 11. August 1854 stattete Adalbert von Preußen Heppens einen Besuch ab, wobei zum ersten Male die preußische Kriegsflagge „im Verein mit der Flagge Oldenburgs von den beiden preußisch gewordenen Landsspitzen am Eingange des Jader Meerbusens“ wehte.

## Verwaltung und Gesetzgebung
Am 5. November 1854 erging eine Allerhöchste Verordnung zur Bestimmung einer provisorischen Verwaltung des Jadegebiets, „nachdem das Patent von demselben Tage die Besitzname desselben ausgesprochen“.
Das Jadegebiet erhielt einen juristischen Sonderstatus kraft eines am 15. Mai 1855 ergangenen Gesetzes „die Einführung und Publication der preußischen Gesetze in den neu erworbenen Jadegebieten betreffend“, das im Preußischen Staats-Anzeiger veröffentlicht wurde. Hierdurch sollten die in Preußen geltenden Gesetze „auch in diesen Landestheilen, allein nach und nach, je nach dem sich ergebenden Bedürfnisse, durch besonders von Sr. Maj. d. Könige zu vollziehende Verordnungen erfolgen und bis auf Weiteres die für die übrigen Landestheile künftig zu erlassenden Gesetze und Verordnungen für die Jadegebiete nur dann gesetzliche Kraft haben, wenn dieselben entweder ausdrücklich für diese Gebiete miterlassen oder durch eine besondere allerh. Verordnung eingeführt worden sind.“